# Blown Away (album)
Pour l’article homonyme, voir Blown Away.
Albums de Carrie Underwood
Play On
(2009)
Singles
1. Good Girl
Sortie : 23 février 2012
2. Blown Away
Sortie : 9 juillet 2012
3. Two Black Cadillacs
Sortie : 26 novembre 2012
4. See You Again
Sortie : 15 avril 2013

Blown Away est le quatrième album de la chanteuse de musique country américaine Carrie Underwood, gagnante de la quatrième saison d'American Idol. Il est sorti le 1er mai 2012 aux États-Unis.

## Liste des pistes
| No  | Titre                   | Auteur                                           | Durée |
| --- | ----------------------- | ------------------------------------------------ | ----- |
| 1.  | Good Girl               | Carrie Underwood, Chris DeStefano, Ashley Gorley | 3:25  |
| 2.  | Blown Away              | Chris Tompkins, Josh Kear                        | 4:00  |
| 3.  | Two Black Cadillacs     | Underwood, Hillary Lindsey, Josh Kear            | 4:58  |
| 4.  | See You Again           | Underwood, David Hodges, Hillary Lindsey         | 4:06  |
| 5.  | Do You Think About Me   | Cary Barlowe, Lindsey, Shane Stevens             | 3:37  |
| 6.  | Forever Changed         | Tom Douglas, James T. Slater, Lindsey            | 4:02  |
| 7.  | Nobody Ever Told You    | Underwood, Lindsey, Luke Laird                   | 4:10  |
| 8.  | One Way Ticket          | Underwood, Laird, Kear                           | 3:56  |
| 9.  | Thank God For Hometowns | Laird, Gorley, Lindsey                           | 4:01  |
| 10. | Good In Goodbye         | Underwood, Ryan Tedder, Lindsey                  | 4:17  |
| 11. | Leave Love Alone        | Gordie Sampson, Troy Verges, Lindsey             | 3:19  |
| 12. | Cupid's Got A Shotgun   | Underwood, Tompkins, Kear                        | 3:43  |
| 13. | Wine After Whiskey      | Underwood, Tom Shapiro, Dave Berg                | 3:51  |
| 14. | Who Are You             | Robert John "Mutt" Lange                         | 3:55  |

| 15. | Cowboy Casanova       | Underwood, Mike Elizondo, Brett James | 3:56 |
| 16. | Before He Cheats      | Tompkins, Kear                        | 3:19 |
| 17. | Last Name             | Underwood, Laird, Lindsey             | 4:01 |
| 18. | Jesus, Take The Wheel | James, Lindsey, Sampson               | 3:46 |

|